# Saline Luisenhall

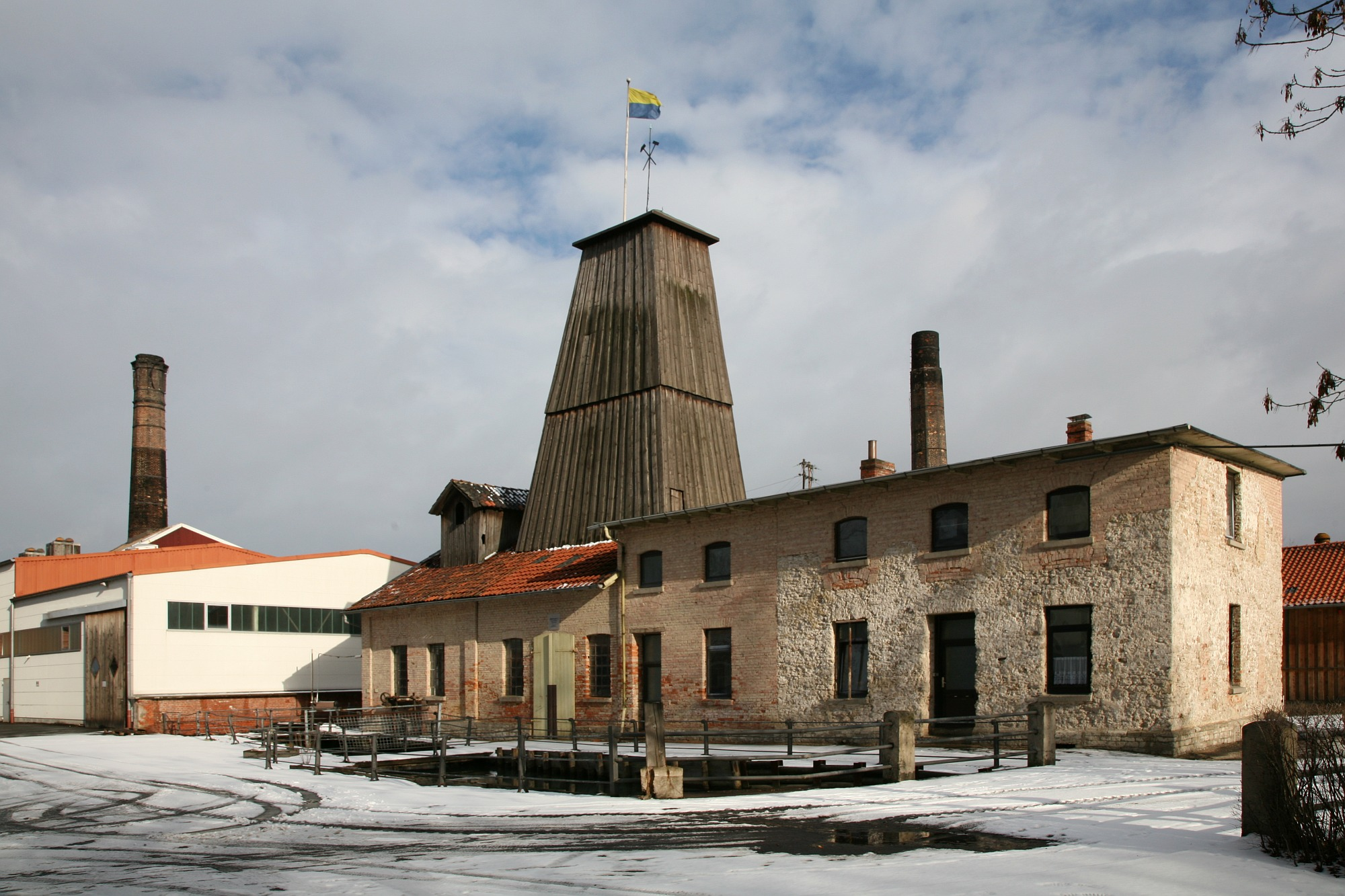
Altes Pumpenhaus der Saline Luisenhall mit dem Bohrturm, der zum Niederbringen und Aufwältigen der Bohrung zur Salzsole verwendet wurde. (2007)

Die Saline Luisenhall in Grone, einem heute westlich gelegenen Stadtteil von Göttingen in Niedersachsen, ist nach eigenem Bekunden die letzte in Betrieb befindliche kommerzielle Pfannensiederei Europas. Die im Leinetal liegende, von Philipp Rohns errichtete Saline begann im Jahr 1854 mit der Salzproduktion. Nach dem frühen Tod des Firmengründers im Jahr 1860 ging der Betrieb nach mehrfachen Eigentümerwechseln 1881 in die Hand der Göttinger Fabrikantenfamilie Levin über, die das Unternehmen bis zum Beginn der 1990er Jahre führte. Bis heute wird die mit Pumpen aus einem unterirdischen Salzwassersee geförderte Natursole nach einem seit dem Mittelalter angewandten Prinzip in offenen Pfannen zur Kristallisation gebracht.

## Geschichte

### Gründung durch Philipp Rohns

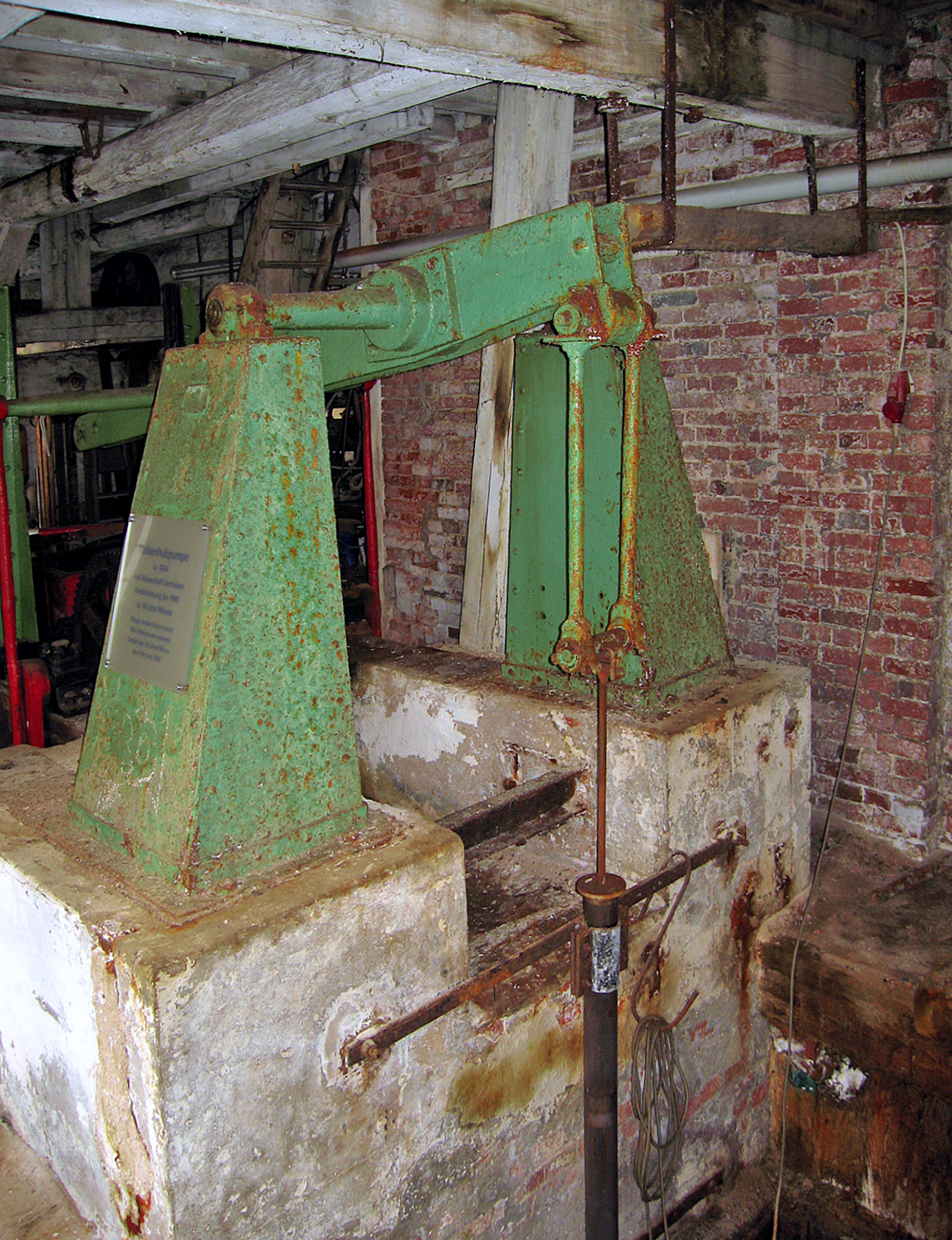
Die Hubkolbenpumpe aus den 1850er Jahren. Die Pumpe war bis 1989 in Betrieb und hatte eine Förderleistung von 60 Liter Sole pro Minute (2006)

Um 1850 entdeckte Philipp Rohns (1818–1860), der Sohn des Göttinger Bauunternehmers Christian Friedrich Andreas Rohns, in der Feldmark zwischen Göttingen und Grone anhand der dort auftretenden, für salzhaltige Böden charakteristischen Zeigerpflanzen ein Salzvorkommen. Neben der Nähe zur Stadt Göttingen war die durch den Bach Grone vorhandene Wasserkraft eine entscheidende Voraussetzung für die Errichtung der Saline. Am 14. Mai 1850 gründete er die Firma Philipp Rohns & Co., die es sich zum Ziel setzte, in Grone eine Saline zu errichten. Am 6. Januar 1851 begannen die ersten Bohrungen und zwei Jahre später stieß man am 18. Mai 1853 in 462,1 Metern Tiefe auf eine Steinsalzschicht. Da die unter der Salzschicht gefundene Sole einen vergleichsweise hohen Salzanteil von rund 27 % aufwies, konnte auf den Arbeitsschritt des Gradierens verzichtet und das Salz gleich in Pfannen durch Verdampfen gewonnen werden.
Im Herbst 1854 begann die Soleförderung. Nachdem Rohns die Erlaubnis erhalten hatte, das in Grone gewonnene Salz auch als medizinisches Badesalz für den Einsatz in dem 1820 von seinem Vater errichteten Badehaus am Göttinger Albanitor zu vermarkten, annoncierte er am 19. August desselben Jahres im Göttinger Wochenblatt:
Von jetzt an bin ich in den Stand gesetzt, gesättigte (in 100 Pfd. ca. 26 4/10 Pfd. festes Salz enthaltende Salzsoole) zum Baden in dem Badehause vor dem St. Albanithore abzugeben, den gewöhnlichen Eimer voll zu 2 Ggr.
Obwohl dem in Grone produzierten Salz in den Jahren 1856 und 1857 – unter anderem durch den Göttinger Chemiker Friedrich Wöhler – eine hohe Qualität bescheinigt wurde, musste Rohns den Betrieb schon fünf Jahre nach Beginn der Soleförderung aufgeben. Seine Gläubiger, die offenbar wenig Vertrauen in das Unternehmen hatten, drängten ihn zu einer schnellen Rückzahlung seiner Kredite, so dass er schließlich keine Alternative zur Einleitung eines Konkursverfahrens sah. Die gerichtliche Feststellung seiner Zahlungsunfähigkeit am 20. Mai 1860 erlebte er jedoch nicht mehr, da er am Tag zuvor an einer Lungenentzündung starb.

### Wechselvolle Jahre

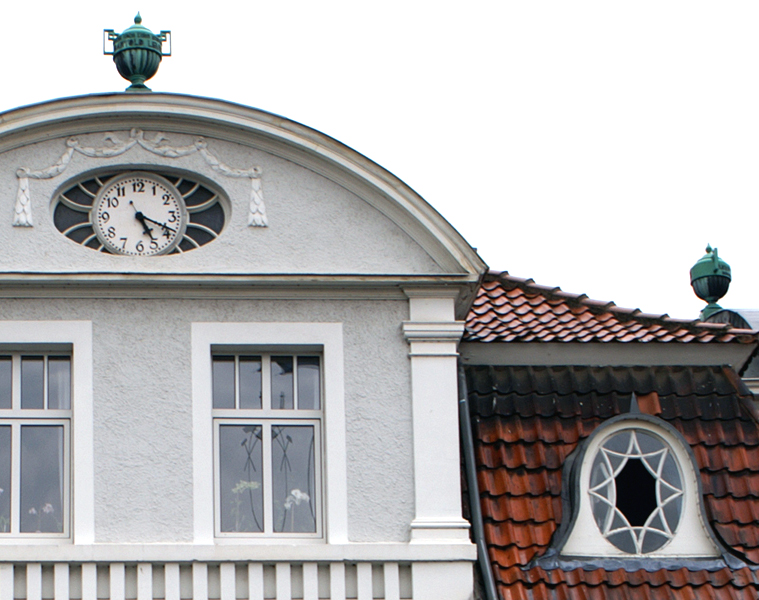
Die Fassade der heute als Verwaltungsgebäude genutzten Villa der Familie Levin ist ein Blickfang auf dem Gelände der Saline Luisenhall (2006)

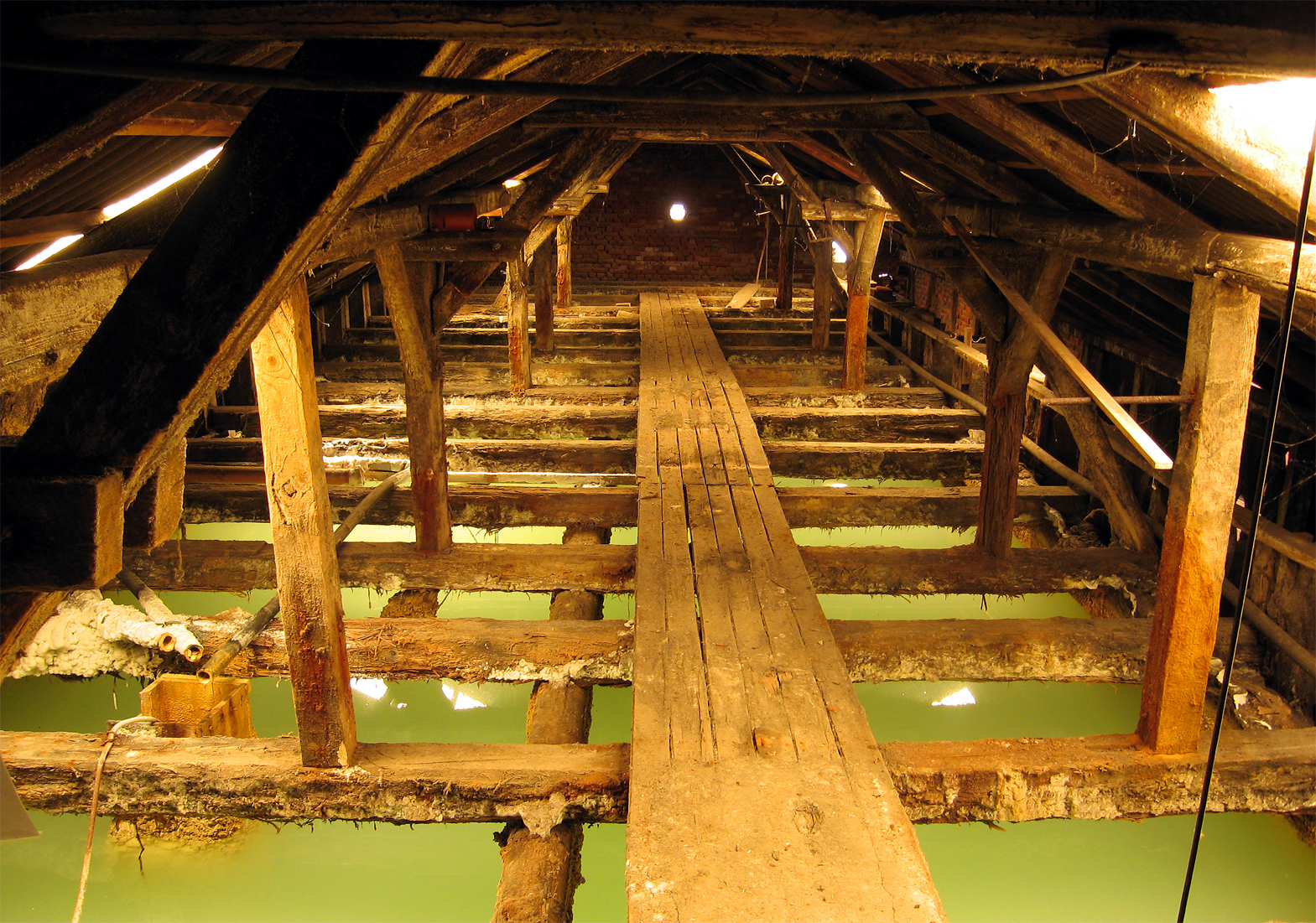
Blick in das Sole-Reservoir (2006)

Aus der Konkursmasse ersteigerten die Brüder Louis und Theodor Laporte 1863 die Saline und gaben ihr den Namen „Luisenhall“ zur Erinnerung an ihre früh verstorbene Mutter. Doch auch sie hatten mit Problemen zu kämpfen. 1865 stürzte die Solepumpe in das einzige Bohrloch und der Betrieb musste eingestellt werden. Da sich die Bergung zunächst als unmöglich erwies, wurde zwischen dem 16. Januar 1867 und dem 4. August 1868 ein zweites Bohrloch bis auf 335,6 Meter abgeteuft. Die gleichzeitig vorangetriebenen Rettungsmaßnahmen am ersten Bohrloch wurden schließlich aber doch von Erfolg gekrönt, so dass die Salzgewinnung nach Abschluss der Arbeiten noch gesteigert werden konnte. Da die Erlöse aus dem Salzverkauf die Kosten für Bohrung und Reparatur jedoch nicht aufwogen, waren auch die Brüder Laporte schließlich im Jahr 1872 zum Verkauf der Saline gezwungen.
Die Eigentumsverhältnisse in den folgenden neun Jahren stellen sich unübersichtlich dar. Der in einer Rede zum fünfzigsten Firmenjubiläum im Jahr 1900 genannte fünfmalige Besitzerwechsel lässt sich zwar laut Steinert nicht belegen, sicher ist aber, dass die Saline nach dem Konkurs der Laportes mehrfach den Eigentümer wechselte, bevor Hermann Bartold Levin, der Sohn des Göttinger Tuchfabrikanten Hermann Albert Levin, sie im Oktober 1881 zu einem Preis von 180.000 Goldmark übernahm.

### Im Familienbesitz der Levins

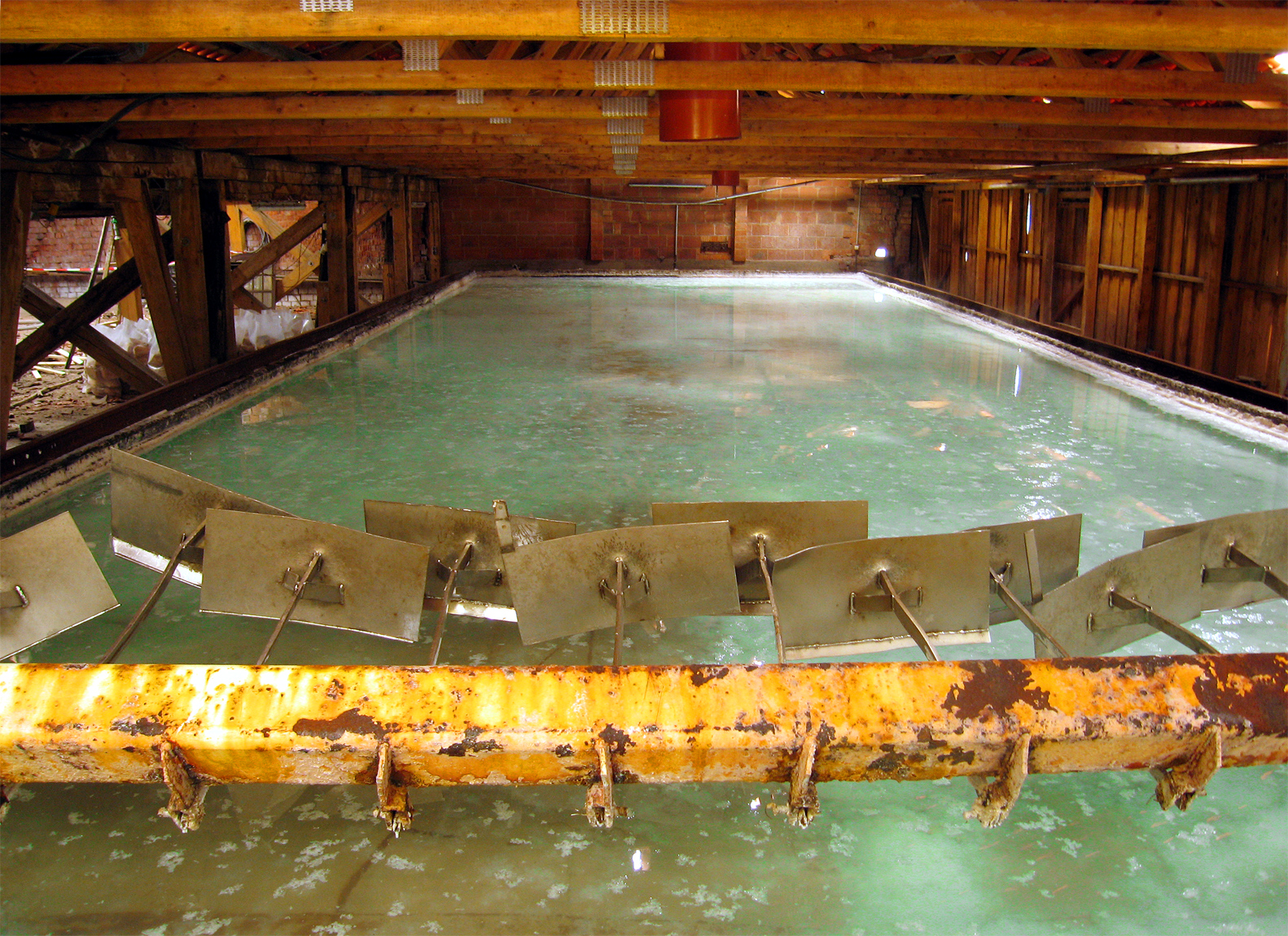
Zum automatischen Zusammenschieben des Salzbreies in den Siedepfannen wurden in den 1950er Jahren sogenannte Räkeranlagen installiert (2006)

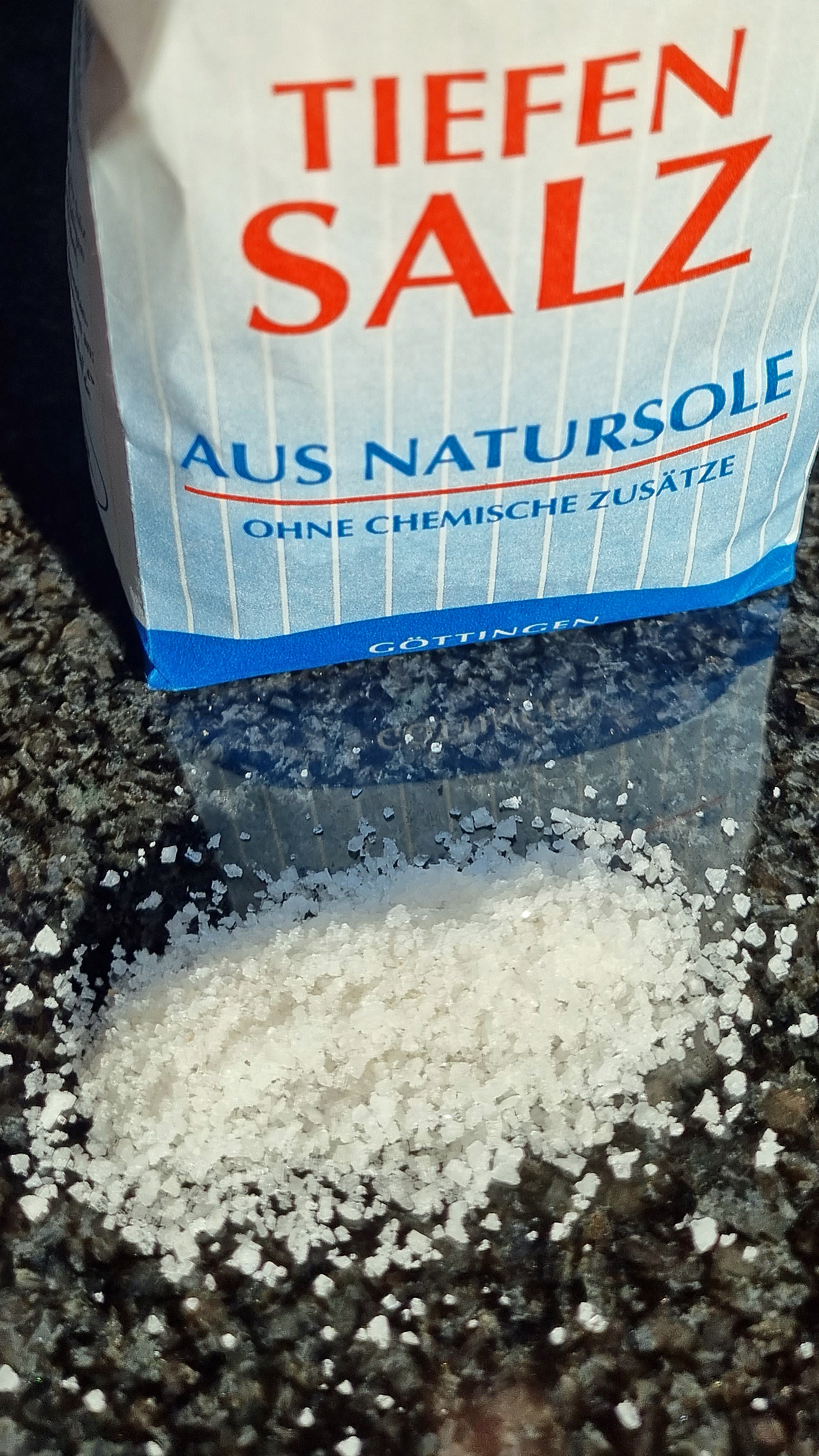
Salz der Pfannensaline Luisenhall (2023)

Unter ihrem neuen Besitzer Hermann Bartold Levin (I.) wurde die Saline planmäßig umgebaut und erweitert. Kurze Zeit nach ihrer Übernahme ließ er das von den Gebrüdern Laporte begonnene zweite Bohrloch durch E. Julius Winter, einen der renommiertesten Tiefbohrunternehmer des Deutschen Reiches, vollenden. 1892 ersetzte Levin den zuvor mit 24 Pferden betriebenen Fuhrverkehr zum Göttinger Güterbahnhof durch einen Gleisanschluss, was den Brennstofftransport zur Saline und die Auslieferung des dort produzierten Salzes entscheidend vereinfachte. Darüber hinaus gehörte Luisenhall zu den ersten Salinen Deutschlands, in denen der 1887 patentierte Typ der Unterkesselpfanne eingesetzt wurde, die die Bildung des sich beim Kristallisationsprozess ablagernden und später in aufwendiger Handarbeit zu beseitigenden Pfannensteins deutlich verminderte. Auf diese Weise konnten 1890 erstmals 5.000 Tonnen Salz verkauft werden, wobei dieser Wert jedoch in der Relation zu der für 1893 belegten Gesamtproduktion von mehr als 500.000 Tonnen Salz im Deutschen Reich noch relativ gering ausfiel. Ein aus dem Jahr 1920 überlieferter Plan zur Erweiterung der zehn in Betrieb befindlichen Siedepfannen um zwei weitere wurde nie umgesetzt.
Im Jahr 1926 starb Hermann Bartold Levin (I.) und sein Sohn Bartold (II.), der bereits 1911 als Teilhaber in den Betrieb eingetreten war, übernahm Luisenhall. Als dieser knapp vier Jahre später starb, ging die Saline in den Besitz einer Erbengemeinschaft über. Unter der Leitung von Bartolds (II.) Witwe Marliese wurde der Betrieb während des Zweiten Weltkriegs vor allem durch den Einsatz von Zwangsarbeitern aufrechterhalten, bevor Marliese das Unternehmen 1945 an ihren Stiefsohn, den Chemiker Bartold (III.), abgab.
Nach Kriegsende stellte Bartold Levin (III.) die Feuerungsanlagen wegen der Brennstoffknappheit auf eine alternative Verfeuerung von Holzabfällen um. Mit der Anschaffung eigener Lastkraftwagen wurde die Salzauslieferung auf die Straße verlagert. Die wirtschaftliche Lage der Saline stellte sich in den ersten Nachkriegsjahren äußerst schwierig dar. Große Mengen in der DDR produzierten Salzes überschwemmten den Markt der Bundesrepublik und ließen die Salzpreise sinken. Dennoch leitete Bartold (III.) in den 1950er Jahren umfassende Modernisierungsmaßnahmen ein. Durch den Einbau sogenannter Räkeranlagen und Einsatz einer fahrbaren Schnorchelpumpe konnte die Arbeit an den Siedepfannen merklich vereinfacht und rationeller gestaltet werden. Darüber hinaus erfuhr der Trocknungsvorgang durch die Anschaffung eines gasbeheizten Wirbelschichttrockners eine entscheidende Verbesserung.
Die Arbeit in der Saline gestaltete sich jedoch zu allen Zeiten überaus hart und schweißtreibend, wie der Bericht eines Arbeiters von seinem ersten Arbeitstag in Luisenhall eindrucksvoll belegt:
 Und '65, am 4. Januar habe ich dann hier angefangen als Sieder. Als ich 'n ersten Tag rum hatte, abends um viere […], wär ich am liebsten nich wiedergekommen – so hart war der Tag. Da mußt ich den Tag derbe knüppeln – anziehen und rausschmeißen. Na ja, als ich nach Hause gekommen bin, hab ich meiner Frau gesagt: „Wenn die Papiere nich wären, wär ich nich wider hingegangen…“
Hatte Philipp Rohns in den Anfangsjahren noch sieben Arbeiter beschäftigt, so lag die Größe der Belegschaft im Jahr 1875 bereits bei 40 Arbeitern. Unter der von Bartold Levin (I.) initiierten betrieblichen Wohlfahrtspflege wurden den Salinenarbeitern günstige Wohnungen auf dem Betriebsgelände und Darlehen gewährt. Darüber hinaus verpachtete die Familie Levin Ackerland aus ihrem Grundbesitz an die Betriebsangehörigen. Im Jahr 1908 wurde auf dem Salinengelände eine Küche eingerichtet, in der bis 1930 Mittagsmahlzeiten für die Belegschaft gekocht wurden. Ende der 1920er richtete Barthold Levin (II.) eine betriebseigene Kegelbahn ein; einmal jährlich wurden Erntefeste gefeiert. All diese Maßnahmen sollten das Betriebsklima verbessern und auf diese Weise den Erhalt einer Stammbelegschaft für das von schwerer körperlicher Anstrengung geprägte Arbeiten in dem Groner Salzwerk sicherstellen. Nach dem Tod Bartold Levins (III.) übernahm Jörg Bethmann, Enkel von Bartold Levin (II.), 1995 den Betrieb und führt die Familientradition fort.

### Luisenhall heute
Nach der endgültigen Durchsetzung des Vakuum-Siedeverfahrens in der zweiten Hälfte des 20. Jahrhunderts ist die Produktion der Groner Saline heute auf die Gewinnung hochwertiger grober Salze ausgerichtet. Im Gegensatz zu dem aus Reinsole gewonnenen Vakuum-Siedesalz enthält das in Luisenhall hergestellte Pfannensalz zusätzlich mineralische Bestandteile der versottenen Natursole.
Während die Luisenhaller Salzproduktion in den ersten beiden Jahrzehnten nach dem Zweiten Weltkrieg zwischen 6.000 und 7.000 Tonnen Salz lag, ging dieser Wert in den 1980er Jahren kontinuierlich zurück und stabilisierte sich seit 1989 bei einer Gesamtproduktion von rund 3.700 Tonnen. Hiervon wurden im Jahr 1992 rund 2.200 Tonnen als Speisesalz verkauft, während weitere rund 1.200 Tonnen von der Würzburger Firma Kneipp unter Zusatz von ätherischen Ölen zu Badesalz verarbeitet wurden. Kleinere Mengen, die vor allem als Verarbeitungsrückstände anfallen, werden zur Düngung eingesetzt oder als Lecksteine vermarktet. Um ihren Kunden eine breitere Produktpalette anbieten zu können, vertreibt die Luisenhall GmbH seit den 1970er Jahren auch Salze anderer Erzeuger.
Während Luisenhall architektonisch und betriebstechnisch keine Besonderheiten gegenüber vergleichbaren Salinenanlagen des 19. Jahrhunderts aufzuweisen hat, kommt ihr durch ihre Erhaltung als des letzten nach dem Pfannensiedeverfahren arbeitendem Salzwerk Deutschlands (nach der 1903 im thüringischen Oberilm gegründeten, mittlerweile stillgelegten Saline „Oberilm“) ein Stellenwert als Industriedenkmal zu, dem in der jetzigen Form der Nutzung nur unzureichend Rechnung getragen wird.
Neben der Verwendung zur Salzproduktion wird die Sole heute in einem an die Saline angeschlossenen Badehaus genutzt. Besucher können in einer 18%igen Thermalsole bei 34 °C baden oder eine Soledampfsauna nutzen. 
Ein Teil der geförderten Sole wird auch per Tankwagen an andere Bäder für deren Solebecken verschickt.

## Das aktuelle Produktionsverfahren

Verfahrensschema der Salzgewinnung in Luisenhall

Das aktuell in Luisenhall angewendete Verfahren zur Salzproduktion beginnt mit der Förderung der aus der natürlichen Auflösung von Steinsalz entstandenen Sole aus den beiden Bohrlöchern durch jeweils eine Kolben- und eine Druckluftpumpe. In mehreren Absatzbehältern wird die Sole durch Zugabe einer verdünnten, mit Soda versetzten Kalkmilch von Gips, Eisen, groben Fließteilen und Ton gereinigt. Anschließend wird die Sole in ein hölzernes, rund 350.000 Liter fassendes Reservoir eingeleitet.
Während des Siedeprozesses in den heute ausschließlich mit Steinkohle beheizten Unterkesselpfannen wird die Sole auf 60 °C (für gröberes Salz) oder 80 °C (für feineres Salz) erhitzt. Durch diese – im Vergleich zu dem ansonsten heute in der Salzproduktion angewendeten Verfahren – geringe Erwärmung bilden sich die für das Siedesalz typischen großen Salzkristalle. Beim Absinken der Salzkristalle lagert sich Pfannenstein am Boden der Pfannen ab, der in regelmäßigen Abständen von den Arbeitern entfernt werden muss (sogenanntes „Pfanneklopfen“). Nach 24 Stunden sind etwa acht Tonnen Salz auskristallisiert, die mit den Räkeranlagen in einem automatischen Prozess an den Pfannenkopf gezogen und dort mittels einer Schnorchelpumpe abgesaugt werden.
Der abgesaugte Salzbrei wird zunächst zur Vortrocknung zentrifugiert, bis die Restfeuchtigkeit bei rund 8 % liegt. Anschließend wird die Restfeuchtigkeit in einem Wirbelschichttrockner bis auf 1 % weiter reduziert. Das auf diese Weise getrocknete Salz wird zu einer Salzmühle transportiert, wo kleinere Salzklumpen zerdrückt werden, ohne dass die charakteristische grobe Struktur des Siedesalzes zerstört wird. Dann wird das Salz in einem mit unterschiedlich feinen Sieben ausgestatteten Rüttler nach Korngröße sortiert und im Magazin eingelagert. Vor der abschließenden Verpackung an den einzelnen Abpackstationen wird der Anteil des Salzes, der später nicht als Speisesalz verkauft werden soll, für die Verwendung als Vieh-, Streu- oder Gewerbesalz vergällt oder durch den Zusatz von Natriumnitrit zu Pökelsalz weiterverarbeitet.

### Schwimmende Salzkristalle,Fleur de Sel

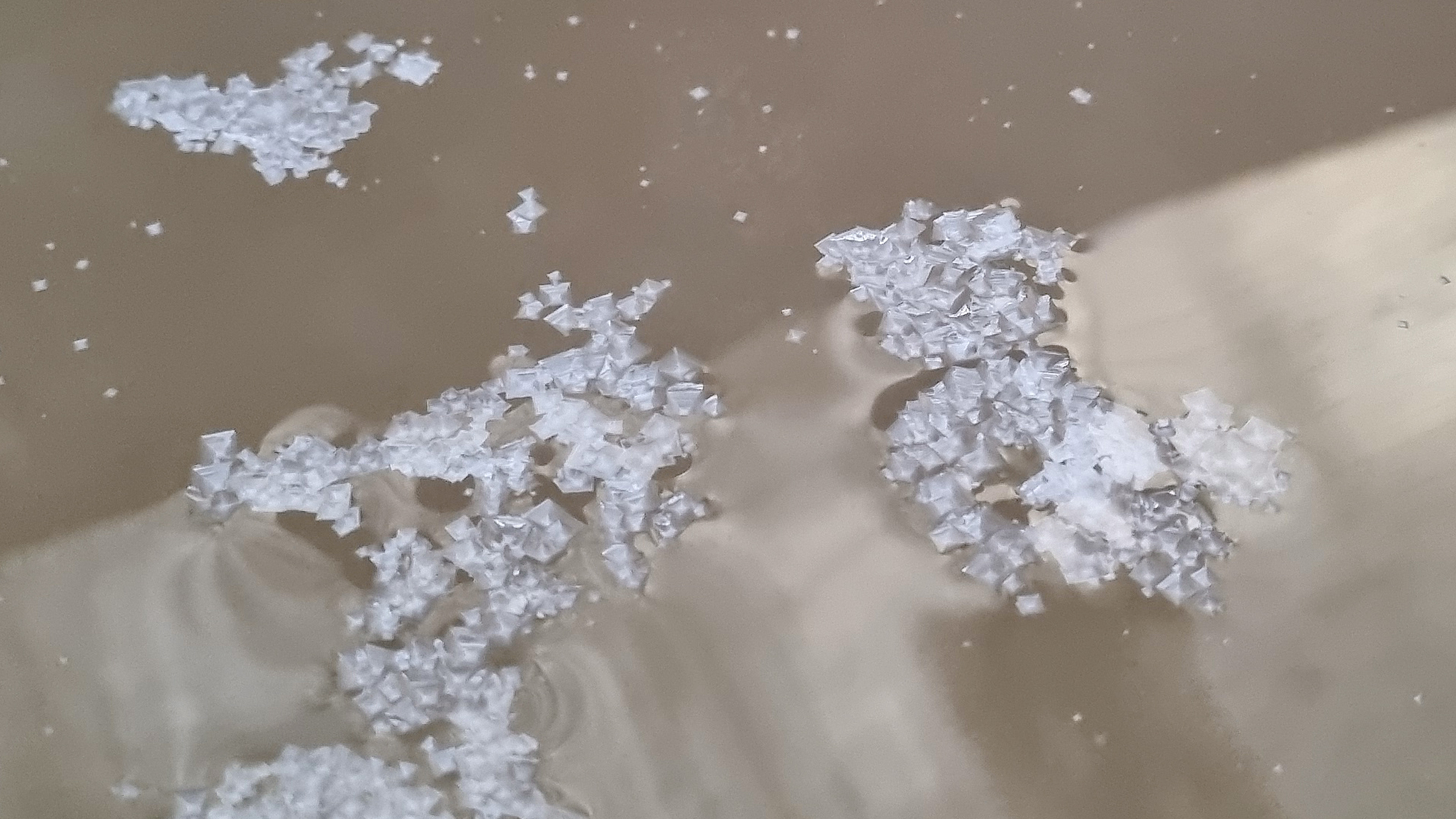
Schwimmende Salzkristalle auf einer Siedepfanne der Saline Luisenhall (2023)

Ein Nebeneffekt beim oben beschriebenen Verfahren (Salzproduktion bei Temperaturen zwischen 60 und 80 °C in großflächigen Siedepfannen) ist die Bildung von schwimmenden Salzkristallen, obwohl die Dichte der Salzkristalle deutlich größer ist als die Dichte der Sole, sodass sich Kristalle in der Regel auf dem Pfannengrund absetzen. Unter besonderen Kristallisationsbedingungen, die in der Saline Luisenhall gezielt konfiguriert werden, bilden sich nicht nur würfelförmige, absinkende Salzkristalle, sondern auch hohle, negativ-pyramidenförmige Kristalle, die mit der Spitze nach unten Wasser verdrängen. Diese Kristalle mit hohlem Inneren – so genannte Hopper-Kristalle – schwimmen wie Schüsseln und bilden Salzinseln. Diese Salzinseln haben, wenn sie mit Sieben abgeschöpft und getrocknet werden, statt der üblichen körnigen eine flockige, blättrige Salzstruktur. Sie sind letztlich identisch mit dem bekannten Fleur de Sel (dt. Salzblume) der Meerwassersalinen, das unter besonderen Wetterbedingungen an der Wasseroberfläche entsteht und abgeschöpft wird. Die Saline Luisenhall vermarktet die abgeschöpften Salzkristalle als Fleur de Sel aus Göttingen.

## Sonstige Medien
- Saline Luisenhall, Göttingen – Arbeitsalltag in einer Siedepfannensaline, eine im Jahr 1986 produzierte, rund 60-minütige Filmdokumentation von Edmund Ballhaus, Göttingen. Siehe dazu auch das Kapitel zum Film „Saline Luisenhall“ von Edmund Ballhaus in: Peter Gürge, Kulturwissenschaftliches Filmen im Umbruch. Die Filmarbeit von Edmund Ballhaus. Mainz 2000, doi:10.3203/IWF/C-1664#t=00:00,00:52.